# Les Hôpitaux-Neufs
Les Hôpitaux-Neufs là một xã trong vùng hành chính Franche-Comté, thuộc tỉnh Doubs, quận Pontarlier, tổng Pontarlier. Tọa độ địa lý của xã là 46° 46' vĩ độ bắc, 06° 22' kinh độ đông. Les Hôpitaux-Neufs nằm trên độ cao trung bình là 1000 mét trên mực nước biển, có điểm thấp nhất là 970 mét và điểm cao nhất là 1290 mét. Xã có diện tích 6,56 km², dân số vào thời điểm 1999 là 508 người; mật độ dân số là 77 người/km².
Nếu như ngày xưa xã sống chủ yếu nhờ vào nông nghiệp thì ngày nay du lịch đóng vai trò quan trọng, chủ yếu là nhờ vào khu trượt tuyết Métabief gần đấy.

## Thông tin nhân khẩu
| 1962 | 1968 | 1975 | 1982 | 1990 | 1999 |
| ---- | ---- | ---- | ---- | ---- | ---- |
| 248  | 285  | 295  | 265  | 369  | 508  |